# Raionul Bilohirsk, Crimeea
Bilohirsk (în ucraineană Білогірський район, transliterat: Bilohirskîi raion) este un raion în Republica Autonomă Crimeea, Ucraina. Reședința sa este orașul Bilohirsk.

## Demografie
Componența lingvistică a raionului Bilohirsk
     Rusă (60,43%)
     Tătară crimeeană (28,92%)
     Ucraineană (7,92%)
     Alte limbi (0,43%)
Conform recensământului din 2001, majoritatea populației raionului Bilohirsk era vorbitoare de rusă (60,43%), existând în minoritate și vorbitori de tătară crimeeană (28,92%) și ucraineană (7,92%).